# Wielka Loża Narodowa Polski
Wielka Loża Narodowa Polski (WLNP) – stowarzyszenie wolnomularskie nurtu regularnego (tradycyjnego) działające w Polsce, obok Wielkiego Wschodu Polski i Le Droit Humain jedna z kilku obediencji masońskich działających w Polsce. Stosuje rytuały Obrządku Szkockiego Dawnego i Uznanego. WLNP swój patent (wolnomularską licencję tzw. regularności) opiera na Wielkiej Loży Anglii.
WLNP nie uznaje i nie utrzymuje oficjalnych stosunków zarówno z masonerią liberalną (ze względu na odrzucenie wymogu wiary w Boga jako Wielkiego Architekta Wszechświata), jak i mieszaną (także ze względu na przyjmowanie kobiet).
Wielka Loża Narodowa Polski jest stowarzyszeniem zarejestrowanym pod numerem KRS 0000113318.

## Historia
Wielka Loża Narodowa Polski czynnie włączyła się w przygotowanie zamachu majowego, urabiając opinię publiczną, propagując pogląd, że dla Państwa Polskiego koniecznością jest, aby Marszałek Piłsudski został przywrócony do roli czynnej i twórczej. Andrzej Strug jako wielki mistrz lub szef obrządku szkockiego wyższych stopni odbył kilka rozmów z Józefem Piłsudskim.
Przedwojenni Wielcy Mistrzowie:
- 1920–1922 Rafał Radziwiłłowicz
- 1922–1923 Andrzej Strug
- 1924 Stanisław Stempowski
- 1925 Witold Łuniewski
- 1926–1928 ponownie Stanisław Stempowski
- 1928–1931 Jan Mazurkiewicz
- 1931–1934 Mieczysław Wolfke
- 1934–1937 ponownie Witold Łuniewski
- 1937–1938 Marian Ponikiewski

## Loże WLNP
- Loża-Matka „Kopernik” – Warszawa
- „Walerian Łukasiński” – Warszawa
- „Przesąd Zwyciężony” – Kraków
- „La France” – Warszawa (francuskojęzyczna)
- „Świątynia Hymnu Jedności” – Poznań
- „Eugenia Pod Ukoronowanym Lwem” – Gdańsk
- „Pod Szczęśliwą Gwiazdą” – Warszawa
- "Iwan Łuckiewicz" – Warszawa (białoruskojęzyczna)
- "Silesia" – Katowice
- „Wolność Odzyskana” – Lublin
- "PI" – Warszawa
- "Emil Drach" – Katowice (włoskojęzyczna)
- "Enigma" – Warszawa (anglojęzyczna)

## Wielcy Mistrzowie WLNP
- (1991–1994) Tadeusz Gliwic
- (1994–1999) Janusz Maciejewski
- (2000–2003) Tadeusz Cegielski
- (2003–2006) Ryszard Siciński
- (2006–2012) Marek Złotek-Złotkiewicz
- (2012–2015) Aleksander Kalinowski
- (od 2015) Jacek Klocek

## Wielcy Sekretarze WLNP
- Tadeusz Cegielski
- Sebastian Soluch
- Zygmunt Rzymkowski
- Tomasz Stefańczyk